# ان‌جی‌سی ۳۵۶
ان‌جی‌سی ۳۵۶ (انگلیسی: NGC 356) نام یک کهکشان مارپیچی در صورت فلکی نهنگ است.